# Giro fusiforme
O giro fusiforme, também conhecido como occipitotemporal gyrus (em latim), é uma parte do lobo temporal e occipital na área 37 de Brodmann. O giro fusiforme está localizado abaixo dos giros lingual e para-hipocampal, e acima do giro temporal inferior. Embora a funcionalidade do giro fusiforme não seja totalmente compreendida, ela foi associada a várias vias neurais relacionadas ao reconhecimento. Além disso, o giro fusiforme tem sido associado a vários fenômenos neurológicos, como sinestesia, dislexia e prosopagnosia.

## Anatomia
Anatomicamente, o giro fusiforme é a maior estrutura macro-anatômica dentro do córtex temporal ventral, que inclui principalmente estruturas envolvidas na visão de alto nível. O termo giro fusiforme (literalmente: "convolução em forma de fuso") refere-se ao fato de que a forma do giro é mais larga no centro do que nas suas extremidades. Este termo é baseado na descrição do giro de Emil Huschke em 1854. O giro fusiforme situa-se na superfície basal dos lobos temporais e occipitais e é delineado pelo sulco colateral (CoS) e pelo sulco occipitotemporal (OTS), respectivamente.
O sulco occipitotemporal separa o giro fusiforme do giro temporal inferior (localizado lateralmente em relação ao giro fusiforme) e o sulco colateral separa o giro fusiforme do giro para-hipocampal (localizado medialmente em relação ao giro fusiforme).
Vistas inferiores do giro fusiforme
- Giro Fusiforme e giros adjacentes. Giro fusiforme; giro temporal inferior; giro para-hipocampal; giro lingual; giro occipital inferior.
- Giros fusiformes e sulcos delimitadores. grio fusiforme; sulco occipito-temporal (OTS); sulco colateral (CoS); sulco médio-fusiforme (MFS).

O giro fusiforme pode ser delineado adicionalmente em uma porção lateral e medial, pois está separado em seu meio pelo, relativamente pouco profundo, sulco médio-fusiforme (MFS). Assim, o giro fusiforme lateral é delineado pelo OTS lateralmente e o MFS medialmente. Da mesma forma, o giro fusiforme medial é delineado pelo MFS lateralmente e o CoS medialmente. O sulco médio-fusiforme também serve como um importante marco macro-anatômico para a área fusiforme da face (FFA), uma sub-região funcional do giro fusiforme que desempenha uma função fundamental no processamento de faces.

## História
O giro fusiforme tem uma história contenciosa que foi esclarecida recentemente. O termo foi usado pela primeira vez em 1854 por Emil Huschke de Jena, na Alemanha, que chamou o giro fusiforme de um "Spindelwulst" (alinhado do fuso). Ele escolheu este termo por causa da semelhança que o respectivo giro cerebral possui a forma de um fuso ou fúsil, devido à sua seção central mais larga. No início, os pesquisadores localizaram o giro fusiforme também em outros mamíferos, sem levar em consideração as variações nas organizações brutas dos cérebros de outras espécies. Hoje, o giro fusiforme é considerado específico para os hominídeos. Isto é apoiado por pesquisas que mostram apenas três giros temporais e não fusiformes em macacos.
A primeira definição precisa do sulco médio-fusiforme‎ foi cunhada por Gustav Retzius em 1896. Ele foi o primeiro a descrever o sulcus sagittalis gyri fusiformis (hoje: sulco médio-fusiforme‎) e determinou corretamente que o sulco divide o giro fusiforme em partições laterais e medianas. W. Julius Mickle mencionou o sulco médio-fusiforme em 1897 e tentou esclarecer a relação entre os sulcos temporais e o giro fusiforme, chamando-o de "sulco intra-giral do lóbulo fusiforme".

## Funções
A exata funcionalidade do giro fusiforme ainda é controversa, mas há um consenso relativo sobre seu envolvimento nas seguintes vias:

### Processamento de informação de cor
Em 2003, V.S. Ramachandran colaborou com cientistas do Instituto Salk para Estudos Biológicos visando identificar o potencial papel do giro fusiforme dentro da via de processamento da cor no cérebro. Examinando a relação dentro da via especificamente em casos de sinestesia, Ramachandran descobriu que os sinestetas, em média, têm uma maior densidade de fibras ao redor do giro angular, que, por sua vez, está envolvido em maior processamento de cores.. As fibras retransmitem informações de forma do giro fusiforme para o angular, a fim de produzir a associação de cores e formas na sinestesia de cor grafite. A ativação cruzada entre os giros angular e fusiforme foi observada na região média do cérebro (cérebro médio), implicando que o giro fusiforme se comunica regularmente com a via visual.

### Reconhecimento facial e corporal
Porções do giro fusiforme são críticas para o reconhecimento facial e corporal.

### Reconhecimento de palavras
Acredita-se que partes do giro fusiforme do hemisfério esquerdo possuem papéis no reconhecimento de palavras.

### Identificação dentro da categoria
Depois de mais pesquisas feitas por cientistas do Instituto de Tecnologia de Massachusetts, concluiu-se que tanto o giro fusiforme direito quanto o esquerdo desempenham papéis diferentes entre si, mas foram posteriormente interligados. O giro fusiforme esquerdo desempenha o papel de reconhecer características "faciais" em objetos que podem ou não ser faces reais, enquanto o giro fusiforme direito desempenha o papel de determinar se a característica "como-face" reconhecendo um rosto real ou não.

## Fenômenos neurológicos associados
O giro fusiforme tem sido especulado como associado a vários fenômenos neurológicos. Alguns estão descritos abaixo:

### Prosopagnosia
Alguns pesquisadores pensam que o giro fusiforme pode estar relacionado à desordem conhecida como prosopagnosia, também conhecida como cegueira facial ou cegueira para feições. A pesquisa também mostrou que a área fusiforme da face, sub-região dentro do giro fusiforme, está fortemente envolvida na percepção facial, mas apenas em qualquer identificação genérica dentro da categoria que seja uma das funções do giro fusiforme. As anormalidades do giro fusiforme também foram associadas à síndrome de Williams. O giro fusiforme também esteve envolvido na percepção de emoções nos estímulos faciais. No entanto, indivíduos com autismo mostram pouca ou nenhuma ativação no giro fusiforme em resposta à um rosto humano.

### Sinestesia
Pesquisas recentes têm visto a ativação do giro fusiforme durante a percepção subjetiva de cor grafema em pessoas com sinestesia. O efeito do giro fusiforme no sentido do grafema parece um pouco mais claro, já que o giro fusiforme parece desempenhar um papel fundamental no reconhecimento de palavras. A conexão à cor pode ser devida à fiação cruzada (ou diretamente conectado) das áreas do giro fusiforme e outras áreas do córtex visual associadas à cor com experiência.

### Dislexia
Para aqueles com dislexia, verificou-se que o giro fusiforme está desativado e reduziu a densidade da matéria cinzenta.

### Alucinações faciais
O aumento da atividade neurofisiológica na área fusiforme da face pode produzir alucinações faciais, sejam realistas ou cartunescas, tal como a síndrome de Charles Bonnet; Alucinação hipnagógica, peduncular ou induzida por drogas.